# Amante Laffón
Amante Laffón y Fernández (Huévar del Aljarafe, 1864-Sevilla, 1933) fue un escritor, académico y abogado español.

## Biografía
Nació en la localidad sevillana de Huévar, en la calle Empedrada, más adelante de Santa Elvira, núm. 4, en la misma casa que su padre, el 27 de marzo de 1864. Estudió en la Universidad de Sevilla y se dedicó al derecho. Muy joven se presentó como poeta con su poema «Margarita». En 1886 publicó en la prensa periódica unos Esbozos literarios, colección de cuentos y novelas. Colaboró con revistas sevillanas como Sevilla Cómica, El Arte Andaluz, Revista Literaria y Sevilla en Broma.
Trató temas literarios como La novela naturalista, El argumento del drama, La literatura gallega, El género chico y El Idilio de Núñez de Arce y se le deben la conferencia sobre El ideal de la forma de Gobierno y el estudio El título preliminar del Código civil, además de apuntes biográficos y trabajos necrológicos. El 7 de mayo de 1889 ingresó como socio de número en la Real Academia Sevillana de Buenas Letras. Falleció el 14 de marzo de 1933 en Sevilla y fue enterrado en el cementerio municipal.